# Michaela Johansson
Michaela Johansson (født 6. marts 1988 i Stokholm, Sverige) er en kvindelig tidligere professionel tennisspiller fra Sverige.
Michaela Johansson højeste rangering på WTA single rangliste var som nummer 305, hvilket hun opnåede 24. marts 2008. I double er den bedste placering nummer 400, hvilket blev opnået 24. marts 2008. 